# 玛丽亚·奥拉鲁
玛丽亚·奥拉鲁（羅馬尼亞語：Maria Olaru，1982年6月4日—），罗马尼亚女子竞技体操运动员。她曾代表罗马尼亚获得2000年夏季奥运会体操比赛女子团体全能金牌和个人全能银牌。